# Elisabeth von Gustedt
Marianne Thekla Elisabeth Perpetua von Gustedt (* 10. Dezember 1885 in Berßel; † 11. Oktober 1978 in Gerlingen) war eine deutsche Schriftstellerin und NS-Frauenschaftsführerin im Gau Berlin.

## Leben
Elisabeth von Gustedt wurde als Tochter des preußischen Generallandschaftsdirektors der Provinz Sachsen Ernst von Gustedt auf dem elterlichen Gut geboren und streng erzogen. Sie erlernte den Beruf der Krankenschwester, weil ihr ein Studium verwehrt war. 1907 begleitete sie die Frau des Gouverneurs von Kamerun, Hildegard Seitz, nach Afrika und lernte Philipp Engelhardt, einen bayrischen Offizier, kennen, den sie 1908 heiratete. Im Ersten Weltkrieg diente sie sie als Referentin des Frauen-Civil-Hilfsdiensts der bayrischen und preußischen Armee und wurde mehrfach ausgezeichnet (Ludwigskreuz und Preußisches Verdienstkreuz). 1919 wurde sie arbeitslos und 1920 geschieden. Mit einer Erbschaft begann sie ein Verwaltungsstudium in Detmold. In der Inflationszeit bis 1923 litt sie Hunger und wurde schwer krank, nur mit Mühe konnte sie die Tochter Juliane aus der Ehe ernähren. Mit Tätigkeiten im Ostsee-Bädertourismus und mit Vorträgen über die deutsche Kolonie Kamerun schlug sie sich bis 1930 durch, als sie langsam wieder gesundete.
Von Gustedt trat zum 1. Januar 1931 in die NSDAP ein (Mitgliedsnummer 430.105) und wurde eine Gefolgsfrau des linken Nationalsozialisten Gregor Strasser in Berlin, wo sie im Gau Berlin zur Gauführerin der NS-Frauenschaft aufstieg, für die sie ein Programm schrieb. Als Strasser 1934 im Rahmen der „Röhm-Affäre“ ermordet wurde, trat sie aus der Partei aus. Daraufhin wurde sie in Schutzhaft genommen und ohne Urteil zum Tode bestimmt. Durch einen Zufall (fehlende Unterschrift) wurde die Hinrichtung nicht vollstreckt und fiel am 7. August 1934 wegen Hindenburgs Tod unter eine allgemeine Amnestie. Sofort gründete sie einen Widerstandskreis in Berlin, den Stein-Kreis, benannt nach dem preußischer Reformer Karl Freiherr vom Stein. Bis 1937 wirkte dieser kleine Kreis, sie reiste gegen die Auflagen ins Ausland zu Otto Strasser, um ihm Medikamente und Materialien zu bringen. An der dänischen Grenze wurde sie schließlich am 3. Dezember 1937 verhaftet und im November 1938 vom Volksgerichtshof wegen Hochverrat zu sieben Jahren Zuchthaus verurteilt. 1942 wurde eine Begnadigung erreicht, worauf sie wieder nach Berlin zog und im Sommer 1943 nach Wernigerode.
Dort erlebte sie 1945 das Kriegsende und wurde in der SBZ als Opfer des Faschismus anerkannt. Doch als sie wieder Vorträge u. a. im Kulturbund der DDR hielt, geriet sie in Konflikt mit der SED, die bürgerliche Kreise bekämpfte. Sie kümmerte sich um Opfer nach dem Aufstand vom 17. Juni 1953 und musste nach einer Warnung durch den in Wernigerode wohnenden Ex-Ministerpräsidenten Erhard Hübener 1961 in den Westen fliehen, wo sie als Schriftstellerin arbeitete, allerdings kaum publizierte. Dort ging sie in den Raum Stuttgart, wurde aber nicht als NS-Opfer anerkannt, da sie in der NSDAP bis 1934 Mitglied gewesen war.

## Schriften
- Jutta Cornill. Aus der Etappe des Westens. Phönix-Verlag Siwinna, Berlin 1931.